# Christian Thomsen (físico)
Christian Thomsen (Berna, 22 de julho de 1959) é um físico alemão. É desde 1 de abril de 2014 reitor da Universidade Técnica de Berlim.

## Vida
Thomsen estudou na Universidade de Tübingen, onde obteve em 1981 o Diplom-Vorprüfung, obtendo na Universidade Brown em 1986 um Ph.D. em física.
Em 1991 obteve a habilitação na Universidade Técnica de Munique. Desde 1994 é professor da Universidade Técnica de Berlim no Instituto de Física do Estado Sólido. Em 8 de janeiro de 2014 foi eleito (para assumir em 1 de abril de  2014) 9º presidente da Universidade Técnica de Berlim.